# Олонецкий Шлюз
Олоне́цкий Шлюз — хутор в Большедворском сельском поселении Бокситогорского района Ленинградской области России.

## История
В конце XIX века Олонецкий Шлюз административно относился к Большедворской волости 3-го стана, в начале XX века — к Большедворской волости 3-го земского участка 1-го стана Тихвинского уезда Новгородской губернии.

ОЛОНЕЦКИЙ ШЛЮЗ — казарма М. П. С. при реке Тихвинка, число дворов — 1, число домов — 1, число жителей: 3 м. п., 3 ж. п.; (1910 год)

- Олонецкий Шлюз на карте 1913 года

По данным 1933 года хутор Олонецкий Шлюз в составе Тихвинского района не значился.
По данным 1966 года хутор Олонецкий Шлюз в составе Бокситогорского района не значился.
По данным 1973 и 1990 годов хутор Олонецкий Шлюз входил в состав Большедворского сельсовета Бокситогорского района.
В 1997 году на хуторе Олонецкий Шлюз Большедворской волости проживали 2 человека, в 2002 году — постоянного населения не было.
В 2007 году на хуторе Олонецкий Шлюз Большедворского СП постоянного населения не было. 10 июля 2007 года в Законодательном собрании Ленинградской области рассматривался вопрос об упразднении 4 населённых пунктов, включая хутор Олонецкий Шлюз, в связи с отсутствием проживающего населения, однако законопроект был отклонён.

## География
Хутор расположен в северо-западной части района к северу от автодороги 41К-035 (Большой Двор — Самойлово).
Расстояние до административного центра поселения — 12 км.
Хутор находится на правом берегу реки Тихвинка.

## Демография
| 1997 | 2002 | 2007 | 2010 | 2017 |
| ---- | ---- | ---- | ---- | ---- |
| 2    | ↘0   | →0   | →0   | →0   |